# Semenišče
Semeníšče (pogovorno tudi lemenát) je ustanova, namenjena vzgoji in izobraževanju bodočih duhovnikov, zlasti v Rimskokatoliški Cerkvi in v pravoslavnih Cerkvah.
Rimskokatoliška cerkev je uvajala semenišča zlasti po Tridentinskem koncilu in to z namenom, da bi mlade fante bolje pripravila na duhovniški poklic. Taka semenišča so zaprtega (internatskega) tipa, da so kandidati za duhovniški poklic bolj pod vplivom pravega cerkvenega nauka. Semenišča se delijo na dve stopnji:
- Malo ali dijaško semenišče je namenjeno dijakom - srednješolcem. Fantje, ki bivajo v malem semenišču, po navadi obiskujejo navadno, včasih pa tudi versko (škofijsko) srednjo šolo (najpogosteje gimnazijo), semenišče pa skrbi le za njihovo duhovno vzgojo.
- Veliko ali bogoslovno semenišče je namenjeno starejšim fantom - običajno študentom teološke fakultete (tj. bogoslovcem). Njihovo življenje poteka podobno kot v zaprti redovni skupnosti.

Gojenci semenišča se imenujejo semeníščniki. Med ljudmi je precej razširjeno mnenje, da je izraz semeniščnik sinonim za bogoslovec, vendar to ni isto: bogoslovci so študentje teološke fakultete - med njimi je precej semeniščnikov, vendar pa vsi bogoslovci niso semeniščniki. 
Slovenski pogovorni izraz lemenat izvira iz besede alumnát, ta pa iz latinske besede alumnus = učenec. 